# Barameda
Barameda is een geslacht van uitgestorven rhizodontide kwastvinnige vissen dat leefde tijdens het Tournaisien aan het begin van het Carboon in Australië. Fossielen van het geslacht zijn gemeld uit de Snowy Plainsformatie. De grootste soort Barameda decipiens bereikte een geschatte lengte van ongeveer drie tot vier meter, terwijl de kleinste soort Barameda mitchelli naar schatting een lengte bereikte van ongeveer vijfendertig centimeter.

## Naamgeving
In 1906 benoemde Arthur Smith Woodward een Streptodus decipiens, de 'bedrieglijke', gebaseerd op holotype NVM P10286/NMV P16798, een plaat en tegenplaat van een beenschub. Het paratype is NMV P 10282, een paar onderkaken. De specimina waren in 1889 door Sweet gevonden bij Mansfield, Victoria. Daarnaast waren er schedelbeenderen, delen van de schoudergordel en schubben ontdekt. Het materiaal was in 1890 gerapporteerd door McCoy maar nauwelijks geprepareerd en slecht beschreven. Streptodus was een geslacht oorspronkelijk gebaseerd op slecht Brits materiaal. In 1977 werd de soort verhuisd naar het geslacht Pycnoctenion, een ook al slecht bekende Russische vorm. In 1989 maakte John A. Long van de soort na nieuwe preparatie en verdere vondsten het aparte geslacht Barameda. De geslachtnaam betekent 'vissenval' in de plaatselijk taal van de Aboriginals, een verwijzing naar de levenswijze als roofvis. Long gaf abusievelijk NMV P 10282 als het holotype aan, vanuit een foute lezing van Woodward (1906).
Rond 1990 ontdekte Tom Darragh een veel completer exemplaar, specimen NMV P212715.
Long had in 1989 kleine botten aan B. decipiens toegewezen, menend dat het om jonge dieren ging. Later bleek hem dat de botten een staat van verbening hadden bereikt die alleen bij volwassen individuen te verwachten valt. In 2007 benoemden Tim Holland e.a. hiervoor de soort Barameda mitchelli. De soortaanduiding eert de President of the Museums Board of Victoria, Harold Mitchell. Het holotype is NMV P160880, een schedel met onderkaken bewaard als een natuurlijke mal.

## Beschrijving
Long schatte de lichaamslengte op drie meter. NMV P212715 wijst eerder op een lengte van vier meter. B. mitchelli moet veel kleiner geweest zijn.
Barameda heeft een extreem langwerpig maar dik lichaam dat typisch is voor rhizodonten uit het Carboon. Het is bedekt met matig dunne, cycloïde schubben, met dikke benige platen die de kop en het operculum (kieuwkleppen) bedekken, een strak samengesmolten schedeldak en extreem prominente, scherpe vangtanden, fangs, verstoken van vertanding of snijranden. Er zijn, op de vangtanden na, alleen marginale tanden. De schubben behielden de zijlijn. Het pantserschild op de voorhoofdsbeenderen is korter dan het schild op de wandbeenderen. De tanden hebben een ronde doorsnede en groeven in het glazuur. De symfyse van de onderkaken draagt lange tanden.
B. decipiens verschilt van B. mitchelli door het bezit van een dubbel paar in plaats van enkel paar voorste vangtanden in de onderkaken, de niet-verbeende borstvinnen (gezien als een geval van heterochronie), en een opperarmbeen met een afgeronde in plaats van spitse bovenrand van de uitholling op het ectepicondylare.
Oorspronkelijk wordt geschat dat Barameda een typische smalle borstvin had, maar B. mitchelli toont aan dat de borstvin breed was zoals bij andere rhizodonten uit het Carboon. Het geslacht bewees ook dat rhizodonten een enkel paar externe neusgaten hebben in plaats van een dubbel paar.

## Fylogenie
Long dacht dat Barameda de meest basale bekende soort was in de Rhizodonta. In 2007 werd Gooloogongia als basaler gezien en vormde Barameda een vrij afgeleide tak met Letognathus.

## Levenswijze
Net als andere rhizodonten was Barameda waarschijnlijk een benthisch roofdier dat in een hinderlaag lag, en zijn borstvinnen ondersteunen die interpretatie. De twee soorten leefden niet noodzakelijkerwijs gelijktijdig maar beide wel uit lagen die in snelstromend water zijn afgezet.